# Comenda Dorina de Gouvêa Nowill

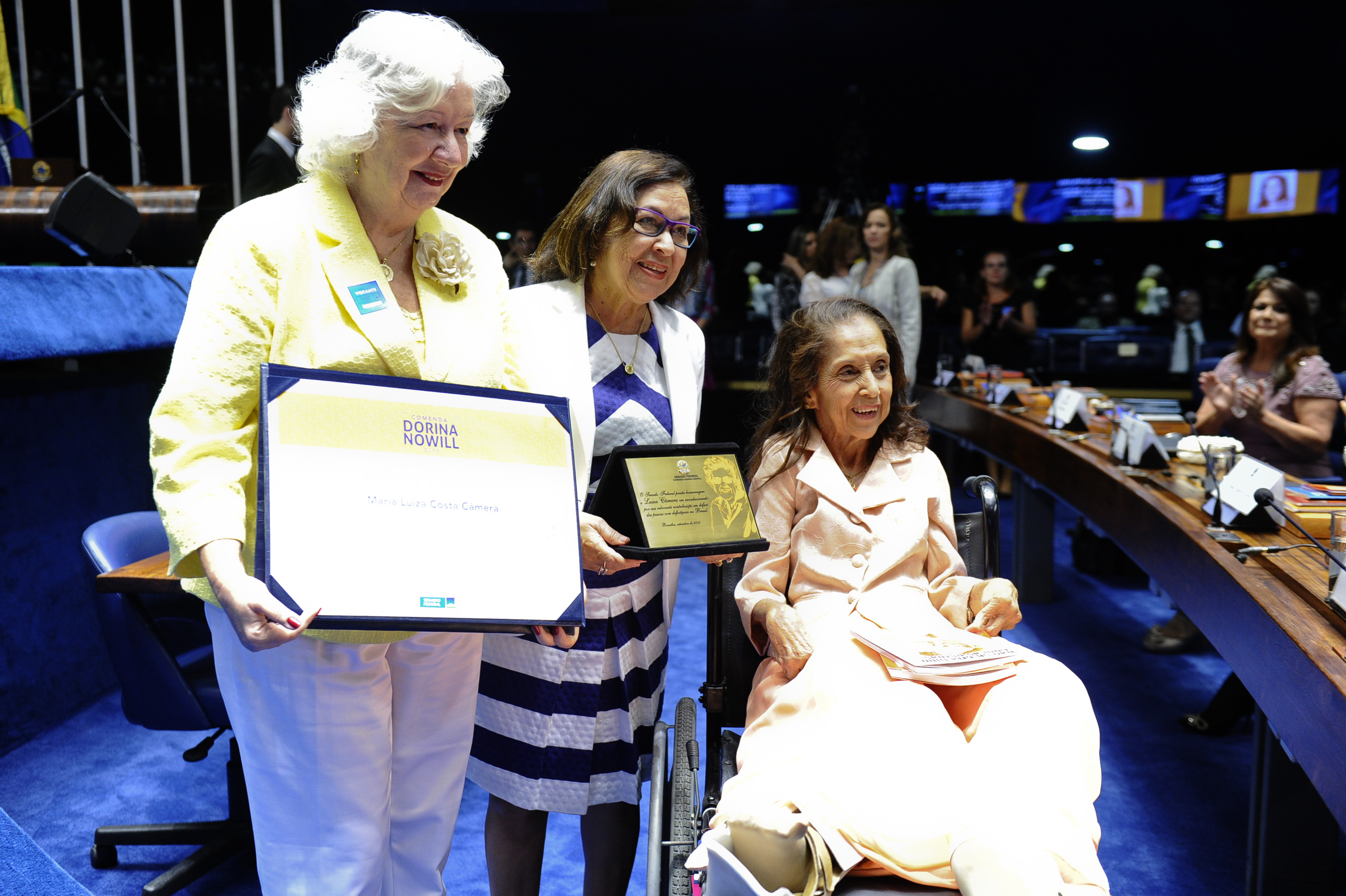
A presidente da Comenda Dorina Nowill, senadora Lídice da Mata entrega a comenda à agraciada Maria Luiza Costa Câmera.

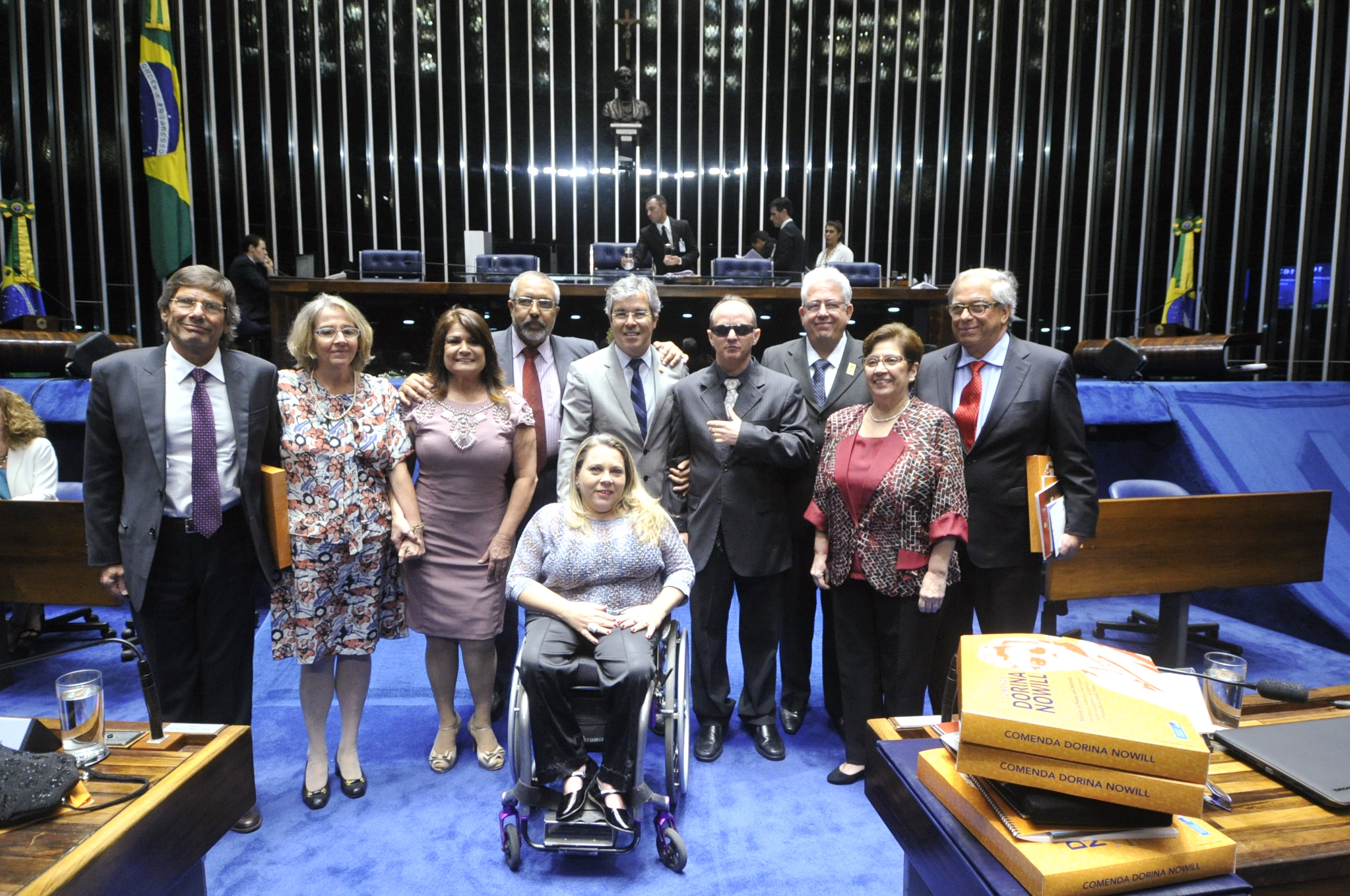
Plenário do Senado durante sessão especial destinada a comemorar o Dia Nacional de Luta das Pessoas com Deficiência e a primeira edição da entrega da comenda Dorina Nowill.

A Comenda Dorina de Gouvêa Nowill é uma premiação honorífica concedida pelo Senado Federal às personalidades que tenham oferecido contribuição relevante à defesa das pessoas com deficiência no Brasil. Foi instituída pela resolução do Senado Federal nº 34, de 7 de agosto de 2013, a partir do Projeto de Resolução do Senado nº 46, de 4 de outubro de 2011, apresentado pela senadora Lídice da Mata. 
A comenda é conferida anualmente, no mês de setembro, durante sessão do Senado Federal especialmente convocada para esse fim. A indicação de candidatura deve ser encaminhada até o dia 1º de abril antecedente. A apreciação das indicações e a escolha dos agraciados são de competência do Conselho da Comenda Dorina de Gouvêa Nowill, composto por um representante de cada um dos partidos políticos com assento no Senado Federal.
A honraria leva o nome da educadora e filantropa brasileira Dorina de Gouvêa Nowill (1919–2010).

## Galardoados

### 2015
No dia 24 de setembro de 2015, em sessão especial para comemorar o Dia Nacional de Luta das Pessoas com Deficiência e para a entrega da Comenda Dorina de Gouvêa Nowill, foram agraciadas as seguintes seis mulheres:
- Aracy Maria de Silva Lêdo
- Loni Elisete Manica
- Mara Gabrilli
- Rosinha da Adefal
- Solange Calmon
- Maria Luiza Costa Câmera